# Yu-Gi-Oh! The Duelists of the Roses
Yu-Gi-Oh! The Duelists of the Roses (遊戯王真デュエルモンスターズII 継承されし記憶 Yu-Gi-Oh Shin Deyueru Monsutazu Tzū Keishō Sareshi Kioku?, Game King New Duel Monsters II Inherited Memories) es un videojuego basado en la serie Yu-Gi-Oh!, desarrollado por Konami y lanzado en formato PlayStation 2 el 6 de septiembre de 2001 en Japón. Este es el primer juego de la serie que se publicó en formato PlayStation 2. El videojuego vagamente está en las guerras del mundo real de las Rosas. Yami Yugi (Yugi Muto en el anime en inglés y las adaptaciones japonesas originales) podría asumir la identidad del jefe de la dinastía Tudor (Enrique Tudor), mientras que Seto Kaiba, representaría el jefe de la fuerza del clan yorkista como Christian Rosenkreuz.
Tras su lanzamiento, "Yu-Gi-Oh! The Duelists of the Roses" recibió críticas variadas de la mayor parte de críticos del juego, con muchos críticos elogiando el juego por su diseño gráfico y atractivo, pero criticando su modo de juego aburrido y falta de desafío justo. Sin embargo, fue un éxito comercial, reconocido como uno de los juegos más vendidos de PlayStation 2 hasta la fecha, tras la venta de más de un millón de copias en todo el mundo. A mediados de 2006, The Duelists of the Roses fue nombrado como uno de los grandes éxitos de la PlayStation 2.

## Historia
Si decide ponerse del lado de los de Lancaster, el mapa en el que se juega más es en Inglaterra. El juego da dos adversarios para empezar, Weevil Underwood y Rex Raptor, y dependiendo del que se derrote se determinarán los adversarios que aparecerán después. Si se derrota a Weevil, se desbloqueará a Pegasus Crawford y Bandit Keith, y si se derrota a Rex se desbloqueará a Nigromante y Panik (Gobernante de las Tinieblas). Los jugadores a menudo consideran que estos últimos adversarios son los adversarios más fáciles, que por lo general conducen a la derrota de Rex antes que la de Weevil. La derrota del camino de Rex desbloquea a Panik y Nigromante, y otorga una Carta de Rosa (el jugador necesita 8), pero no ofrece nuevos adversarios. Sin embargo, completar el camino de Weevil permite conceder otros Duelistas, Gobernante del Laberinto e Ishtar. Derrotar a Pegasus Crawford no otorga una Carta de Rosa y es el único Duelista en el juego además de Rosenkreutz y Mannawydan con el que ocurre esto. Después de derrotar a los adversarios, se concede una batalla con Richard Slysheen de York para la siguiente Carta de Rosa. Un corte de escena y un amplio diálogo destacan la caída de Richard en la batalla, a diferencia de la mayoría de los otros personajes, dando un clímax, a pesar de que Richard no es tan poderoso como otros duelistas. Él, sin embargo no se considera un jefe, ya que no tiene una única música de fondo en su Duelo, pero el icono del castillo tradicional sobre su marca está sustituido por dos espadas que chocan entre sí.
Después de derrotar a Richard, Yugi le sugiere al jugador derrotar a Rosenkreutz, y Crawford, que ahora se han puesto del lado de los de Lancaster; también revela que Seto está en Stonehenge. El mapa correspondiente para esta batalla cuenta con un diseño similar al de Stonehenge, con paredes rodeadas de prados. Después de derrotar a Seto, utiliza las 16 Cartas de Rosa para invocar al "guardián de las cartas", Mannawydan fab Llyr. Utilizado en ambos lados, fab Llyr se establece como un rival invencible en el juego y usa muchas cartas imposibles de conseguir en el juego, incluso después de la finalización de ambos lados. En este lado, Stonehenge (mapa de Llyr fab) se da un aplastamiento del terreno que destruye cualquier carta de nivel de más de 1.500 ATK.
Si decide ponerse del lado de los partidarios de York, el juego cuenta con un modo de juego más lineal. Cada adversario derrotado lo lleva a uno nuevo, eliminando la opción de elegir a un adversario que parece más fácil de derrotar, lo que lo hace más difícil para aquellos atascados en un adversario. El juego comienza en Inglaterra, y progresa hacia los muelles. Primero se enfrenta Tea Gardner, un adversario débil. El juego entonces progresa con T. Tristán Grey, otro adversario débil, pero con un valor de Deck superior. Después de que estos dos son derrotados, Margaret Mai Beaufort es la rival en la final para enfrentar en Inglaterra. Mai cuenta con un Deck mucho más fuerte que el de los dos adversarios anteriores, además de un mapa adaptado totalmente para su Deck a diferencia de los adversarios anteriores. Después de vencer a Mai, Mako lleva al jugador Francia, pero se detiene en el camino para luchar contra el jugador. Las características del terreno del mapa coinciden, la pradera en la parte superior derecha e inferior izquierda, y el resto consiste en agua de mar para complementar el Deck de Agua de Mako. Cuando Mako es vencido, el jugador aterriza en Francia para hacer frente a Joey (Christopher Urswick). A diferencia de los dos adversarios anteriores, pero como los dos primeros, Joey no tiene un mapa que complementa concretamente su Deck, haciendo de él un Duelista más fácil que Mako y Mai.
Continuando, se enfrenta a Shadi Morton, quien es considerado un elemento básico en el juego para recibir cartas de mayor potencia, como Zoa. Shadi también tiene un terreno baldío en una esquina específica para sus monstruos de Roca, y la otra esquina del bosque es para el resto de cartas. El enemigo después de Shadi es Jasper Dice Tudor (abuelo de Yugi). Su estrategia consiste de dos bloques a ambos lados de una caja laberinto con trampas y efectos fascinantes al intentar Invocar con éxito a Exodia y así ganar instantáneamente. Si esta estrategia no puede usarse, es derrotado fácilmente ya que él no tiene cartas poderosas. Bakura es el próximo rival y tiene una Deck de bajo costo de monstruos con bajo poder en un Campo que consiste en muchas piezas por aplastamiento y un terreno forestal. Usar cartas que cambien el terreno y monstruos de alta potencia son una manera fácil de poder sobre él si se puede mantener un costo de Deck lo suficentemente bajo. Usar cartas cambiantes a todoterreno y monstruos de alta potencia son una manera fácil de ganar poder sobre él si el jugador puede llevar el Deck a un costo lo suficientemente bajo. Yugi se presenta entonces como un semi-jefe, que tiene su propia y única música de fondo. El campo de Yugi tiene un patrón de todos los terrenos que continúan desde la parte superior izquierda del tablero hasta la parte inferior derecha. Yugi da la octava Carta de Rosa después de ser derrotado, y Kaiba utiliza las 16 Cartas de Rosa una vez más para invocar a Llyr fab. Por el lado de York, el Deck de fab Llyr posee características son de alto poder, a veces con monstruos invencibles. El centro de Stonehenge está lleno de terreno oscuro, y la única estrategia utilizada es para dominar con monstruos de alto ataque.

## Videojuego
Originalmente se inicia con cuatro puntos (representados en cuatro estrellas). Si utiliza todos sus puntos estelares en un solo turno, el jugador consigue tres puntos estelares de manera recurrente en cada turno. El jugador posee un Deck que tiene un total de cuarenta cartas.
Aunque algunas reglas del juego siguen siendo las mismas que en los juegos anteriores, tales como los bonos de Campo y las Fusiones, los Duelos del juego tienen lugar en un tablero de 7 × 7, con cada jugador al mando de un "Líder de la Baraja" que representan sus puntos de vida, así como el medio a través del cual sus cartas se pueden reproducir - las cartas sólo se pueden colocar en el tablero en una de las plazas que rodean la plataforma del Líder. Mientras que las batallas entre monstruos tienen lugar, en el mismo juego real los monstruos son obligados a circular por el tablero para combatir a sus monstruos adversatios y en última instancia, agotar los puntos de vida del adversario o eliminar el Deck del adversario para evitar que el adversario juegue alguna carta. 

## Terrenos
Mientras esté en el Campo, hay espacios llamados "Terrenos". Estos son conocidos como "Terreno Favorito". Por ejemplo, si su carta es un monstruo "Dragón" y se coloca en terreno "montañoso", la carta se incrementa en 500 puntos tanto en Ataque/Defensa, y también puede aumentar un bono de movimiento, ya que puede mover dos espacios más. Sin embargo, también hay terrenos que pueden ser "desfavorables". Por ejemplo, si la carta es un monstruo "Hada" y se coloca en un terreno "oscuro", las estadísticas de la carta se reducen en 500 puntos tanto en Ataque/Defensa (como en cartas reales, el terreno "oscuro", conocido como "Yami" debilita a los monstruos "Hada"). Aquí debajo están los terrenos:
- Bosque
- Prado (se activa con la carta "remolino")
- Oscuro (se activa con la carta "Yami")
- Mar (se activa con la carta "Umi")
- Tierra baldía
- Montaña
- Toon (Se activa con la carta "Mundo Toon")
- Aplastamiento (no se activa con alguna carta en especial, pero solo con cartas efectivas)
- Laberinto (se activa con la carta "Pared del Laberinto" o "Laberinto Mágico")
- Normal (es el terreno por defecto, y también puede ser activado por la carta "terreno ardiente")

Fuente:

## Reparto

### Lancastrianos
- Yugi Mutou como Henry Tudor (más tarde Enrique VII de Inglaterra).
- Tea Gardner como Elizabeth of York.
- Tristan Taylor como Thomas Grey.
- Mai Valentine como Lady Margaret Beaufort.
- Joey Wheeler como Christopher Urswick.
- Shadi como John Morton.
- Ryo Bakura como Jack Cade.
- Solomon Muto como Jasper Tudor.

### Yorkistas
- Seto Kaiba como Christian Rosenkreuz.
- Weevil Underwood
- Rex Raptor
- Bonz
- Bandit Keith
- Meikyū Brothers
- Player Killer of Darkness (también conocido como PaniK).
- Maximillion Pegasus como Thomas Stanley, 1st Earl of Derby.
- Ishizu Ishtar
- Slysheen como Richard III de Inglaterra.

## Recibimiento

### Crítica
"Yu-Gi-Oh! The Duelists of the Roses" recibió críticas generalmente mezcladas de la mayoría de los críticos. Basado en Metacritic, el juego ha recibido 59 sobre 100, basado en catorce revisiones. Game Informer le dio cuatro de cada cinco, diciendo: "Si una pequeña parte de ti siempre se ha preguntado si "¿Un juego como este es todo?", este es el mejor juego de cartas que el dinero puede comprar". PlayStation dijo: "Si eres un verdadero fan de Yu-Gi-Oh! [...] es probable que te encante este primer videojuego de Yu-Gi-Oh! para PS2.".
GameSpy le dio una revisión positiva, diciendo: "El concepto histórico detrás del juego es sorprendentemente interesante, divergiendo del refrito típico de una franquicia universal, ya visto en muchos sitios similares". GamePro le dio un refrán favorable: "Probablemente el mejor valorado por los recién llegados al juego de Yu-Gi-Oh que quieren aprender a jugar." GameNOW dijo: "A medida que se profundice en el juego, el sistema de ataque/defensa comienza a tener sentido, y toda la experiencia de juego se vuelve muy tensa y estratégica".
No obstante, GameSpot le dio una crítica agridulce, criticó la estrategia diciendo: "La presentación es terriblemente despojada hacia abajo, y como un tipo de estrategia híbrida extraña del juego de un pato, que no ofrece mucho la accesibilidad o la profundidad." Electronic Gaming Monthly le dio una revisión positiva, diciendo que: "Es una experiencia sorprendentemente adictiva", pero dijo también que "El problema es que se tarda una eternidad para aprender a jugar la maldita cosa." La Revista Oficial de PlayStation le dio una crítica agridulce igual criticando la dificultad diciendo: "Todo sobre las Rosas está diseñado para que se sienta como un perdedor total. El nivel de dificultad está truncado tan alto, que el jugador está obligado a perder miles de millones de batallas antes de que pueda construir un Deck de cartas decente". Una revisión negativa vino de Yahoo! Games diciendo: "Cuando este tipo de probabilidades cargadas son lo único que consigue, en lugar de un jugador de equipo competitivo, todo el asunto se siente como si estuvieras siendo engañado en lugar de ser desafiado."

## Respuesta comercial
De acuerdo con "The Magic Box.com", "Yu-Gi-Oh! The Duelists of the Roses" había vendido más de 1.11 millones de copias sólo en América del Norte. Y de acuerdo con un sitio web, el juego había vendido más de 68.420 copias sólo en Japón. Después de las estimaciones, el juego vendió más de 1.178.000 copias en todo el mundo, convirtiéndose en un éxito mundial. Es actualmente el #138 en mejores ventas de juegos para PlayStation 2 en la historia de los videojuegos.